# Кристијан Кенешеи
Кристијан Кенешеи (мађ. Kenesei Krisztián; Будимпешта, 7. јануар 1977) је бивши мађарски фудбалер који је играо на позицији нападача. Био је најбољи стрелац мађарског фудбалског првенства у сезони  2002/03.

## Клупска каријера
Кенешеи је каријеру започео у МТК Хунгариа, где је играо 9 година. Затим је прешао у Ђери ЕТО и Залаегерсег, пре него што га је потписао Пекинг Гоан 25. августа 2003. године. Гоан му је понудио трогодишњи уговор на крају сезоне 2003. године који је он тада прихватио. Кенешеи је поново позајмљен Ђер ЕТОу 2005. године.
У јануару 2007, потписао је за Вашаш, а 30. јула 2007. потписао га је новопромовисани тим италијанске Серије Б Авелино. За сезону 2008/09 играо је за Сомбатхељски Халадаш. После тога игра за још неколико клубова и завршава каријеру у мађарском трећелигашу Комарому.

## Репрезентација
Кенешеи је одиграо за Мађарску репрезентацију 30. утакмица, али након што се вратио у Кину 2006. године више није добио позиве. Кенешеи је одиграо 7 утакмица у квалификацијама за УЕФА Еуро 2004, а против Шведске је постигао гол у 5. минуту утакмице.

## Остварења

### Клуб
МТК Будимпешта ФЦ
- НБ I: 
  - шампион: 1996/97., 1998/99
- Куп Мађарске у фудбалу: 
  - првак : 1996/97, 1997/98, 1999/00

Залаегерсег ТЕ
- НБ I: 
  - шампион: 2001/02

Бежинг Гоан
- Кинески ФА Куп: првак 
  - првак : 2003.
- Кинески Супер куп: првак 
  - првак : 2003.

### Индивидуално
- Најбољи стрелац Мађарске лиге: (1): 2002/03. (23. гола)